# 이나다촌 (야마가타현)
이나다촌(稲田村)은 야마가타현 아쿠미군에 있던 촌이다. 1889년 4월 1일 성립하였으며, 1922년 6월 1일 가와쓰라촌과 합병 이나가와촌이 되면서 폐지되었다.

## 연혁
- 1889년 4월 1일 - 정촌제 시행에 수반해 3촌이 합병해 이나다촌이 성립하였다.
- 1922년 6월 1일- 가와쓰라촌과 합병해, 이나가와촌이 되어 소멸하였다.

## 참고 문헌
- 『市町村名変遷辞典』東京堂出版、1990年。